# Mitt liv som Zucchini
Mitt liv som Zucchini (franska: Ma vie de Courgette) är en schweizisk animerad film från 2016 i regi av Claude Barras efter ett manus av Céline Sciamma. Filmen är löst baserad på boken En ärthjärnas självbiografi av Gilles Paris. Filmen fick ett flertal priser däribland publikpriset vid Annecy International Animation Film Festival 2016 och Césarpriset för bästa animerade film och bästa filmatisering 2017.

## Handling
Zucchini är en helt vanlig pojke som egentligen heter Liam. En dag dör hans mamma och han blir alldeles ensam och flyttar in på ett barnhem där han lär känna Simon, Ahmed, Jujube och Alice. Senare kommer också Camille till barnhemmet och han blir förälskad i henne.

## Rollista
| Roll                     | Fransk originalröst | Svensk röst             |
| ------------------------ | ------------------- | ----------------------- |
| Zucchini / Courgette     | Gaspard Schlatter   | Anton Bennetter         |
| Camille                  | Sixtine Murat       | Thea Gotensjö           |
| Simon                    | Paulin Jaccoud      | Edvin Ryding            |
| Martin / Raymond (polis) | Michel Vuillermoz   | Jens Hultén             |
| Ahmed                    | Raul Ribera         | Kevin Toplu             |
| Alice                    | Estelle Hennard     | Robin Rothlin           |
| Jojo / Jujube            | Elliot Sanchez      | Love Hedlund Stenmarck  |
| Beatrice / Béatrice      | Lou Wick            | Molly Sylsjö            |
| tant Ida                 | Brigitte Rosset     | Tilde Fröling           |
| Ingrid / madam Papineau  | Monica Budde        | Irene Lindh             |
| Paul                     | Adrien Barazzone    | Lucas Krüger            |
| Rosie / Rosy             | Véronique Montel    | Mikaela Ardai Jennefors |
| Zuccinis mamma           | Natacha Koutchoumov | Annica Smedius          |

- Kreativt ansvarig — Kristian Ståhlgren
- Översättare — Alexander Katourgi
- Projektledare — Angela Åkerblom
- Inspelningstekniker — Robin Larsson
- Mixtekniker — Magnus Veigas
- Dubbningsstudio — Cineast Dub AB[4]